# Hudimiri
Hudimiri (Khudimiri) fou un regne situat segurament a l'est de l'Elam, esmentat a les fonts assíries només durant el regnat d'Assurbanipal; el 649 aC Nabubelshumate va fugir del País de la Mar o Bit Yakin i es va refugiar a Hudimiri i els assiris van construir uns vaixells per perseguir-lo. Això suggereix que estaria a la zona de la desembocadura de l'Ulai o Ulaya (probablement el modern Karun o alternativament el Karkheh o el Šāur). El 641 aC el rei Pizlame o Pizlume d'Ḫudimiri va enviar regals a Assurbanipal després de la seva victòria sobre Elam; al mateix temps hi va enviar regals Kuraš (Cir I d'Anshan) rei de Parsuwash o Parsuwash però això no implica necessàriament la proximitat dels dos regnes si bé no la descarta.